# Tinsley Ellis
Tinsley Ellis (Atlanta, 4 de junio de 1957) es un músico estadounidense de blues y rock.

## Biografía
Su amor por el blues eléctrico creció escuchando a la Invasión Británica de bandas como The Yardbirds, The Animals, Cream, y los Rolling Stones. Inspirado por una actuación de B. B. King, quedó determinado a convertirse en guitarrista de blues. En 1975, tocó con la Haygood Band mientras asistía a la universidad de Emory, cerca de Atlanta. Dos años más tarde, siendo ya un consumado músico, regresó a Atlanta y se unió a su primera banda de blues, The Alley Cats, un grupo que incluía a Preston Hubbard de los Fabulous Thunderbirds. Ellis se graduó en la Universidad de Emory, en 1979, con una licenciatura en historia. En 1981 formó The Heartfixers, con el cantante y armonicista de Chicago Bob Nelson. El grupo grabó tres álbumes, uno con el cantante, Nappy Brown antes de romper en 1988. En 1988 Ellis firmó un contrato de grabación con el sello de Chicago, Alligator Records. De acuerdo a Billboard, "nadie ha publicado más consistentemente excelentes álbumes de blues como Tinsley Ellis. Canta como un poseso y maneja la guitarra con aplomo."
Su álbum de debut en solitario en Alligator Records, Georgia Blue, fue lanzado en 1988. A continuación, Alligator reedita dos de sus anteriores CD, Cool On It y Tore Up (con Nappy Brown). Sus siguientes cuatro álbumes fueron Fanning the Flames (1989), Trouble Time (1992), Storm Warning (1994), y Fire It Up (1997). Artistas como Peter Buck ( R. E. M.), Derek Trucks y Chuck Leavell se unieron a él en el estudio. Ha trabajado con los productores de discos, Eddy Offord y Tom Dowd.
Su reputación y la cobertura de los medios continuó creciendo. Apareció en la NBC-TV Deportes durante los Juegos Olímpicos de Verano de 1996. Rolling Stone dijo: "En temas originales y clásicos de Jimmy Reed y 
Junior Wells, Tinsley Ellis da rienda suelta a su fiera guitarra de blues. Sin parar de dar conciertos ha agudizado su toque al filo de la navaja...su elocuencia deslumbra... también logra una pirotecnia que rivaliza con los principios de Jeff Beck y Eric Clapton."
Ellis se ha desplazado a Capricorn Records en el año 2000 y publicado Kingpin. En el año 2002 se incorporó a Telarc Records, produciendo dos CD: Hell or High Water y The Hard Way. En todo ese tiempo Ellis nunca dejó de hacer giras. "Un músico nunca se hizo famoso por quedarse en casa," dice Ellis. Ellis afirma haber tocado en vivo, al menos una vez, en todos los 50 estados de Estados Unidos.
Regresó a Alligator Records en 2005 con el álbum en vivo, Live! Highwayman. En 2007 lanza el álbum de estudio, Moment of Truth , seguido en 2009 de Speak No Evil. Ellis continúa actuando más de 150 noches al año en todo el mundo.
Ha compartido escenarios con Warren Haynes, Widespread Panic, The Allman Brothers Band, Stevie Ray Vaughan, Jimmy Thackery, Otis Rush, Willie Dixon, Son Seals, Koko Taylor, Albert Collins y Buddy Guy.
A principios de 2013, Ellis fue parte de la 'Blues at the Crossroads 2' tour que celebraba la música de Muddy Waters y Howlin' Wolf. El tour también incluía a Kim Wilson y The Fabulous Thunderbirds, James Cotton, Bob Margolin y Jody Williamns.
También en 2013, Ellis lanzó su propio sello, Heartfixer Music, y desde entonces ha publicado varios álbumes: el instrumental Get It!, Midnight Blue, Tough Love y en 2016 Red Clay Soul.
En 2014, Ellis fue artista invitado en el álbum, Primitive Son de Elizabeth Cook.
En 2017 Ellis ha lanzado un nuevo proyecto paralelo llamado Tinsley Ellis Blues Is Dead en el que interpreta el Blues y el R&B de las canciones hechas por Grateful Dead y otros grupos de la época del Fillmore.

## Discografía
- 1986 – Cool on It (with the Heartfixers)
- 1988 – Georgia Blue
- 1989 – Fanning the Flames
- 1992 – Trouble Time
- 1994 – Storm Warning
- 1997 – Fire it Up
- 2000 – Kingpin
- 2002 – Hell or High Water
- 2004 – The Hard Way
- 2005 – Live! Highwayman
- 2007 – Moment of Truth
- 2009 – Speak No Evil
- 2013 – Get It!
- 2014 – Midnight Blue
- 2015 – Tough Love
- 2016 – Red Clay Soul
- 2018 – Winning Hand
- 2020 – Ice Cream In Hell

### Recopilaciones
- 1996 – A Celebration of Blues: The New Breed